# Ceanothus arboreus
Espèce
Ceanothus arboreus, le céanothe en arbre, est une espèce de plantes à fleurs dicotylédones de la famille des Rhamnaceae, endémique de Californie. Ce sont des arbustes pouvant atteindre 10 mètres de haut, aux fleurs bleues groupées en panicules denses, largement cultivés comme plantes ornementales.

## Taxinomie

### Synonymes
Selon The Plant List (28 avril 2019) :
- Ceanothus arboreus var. glaber Jeps.
- Ceanothus arboreus var. glabra Jepson[2]
- Ceanothus sorediatus Lyon
- Ceanothus velutinus var. arboreus (Greene) Sarg.

### Liste des variétés
Selon Tropicos (28 avril 2019) (Attention liste brute contenant possiblement des synonymes) :
- Ceanothus arboreus var. arboreus
- Ceanothus arboreus var. glaber Jeps.